# Eglof von Knöringen

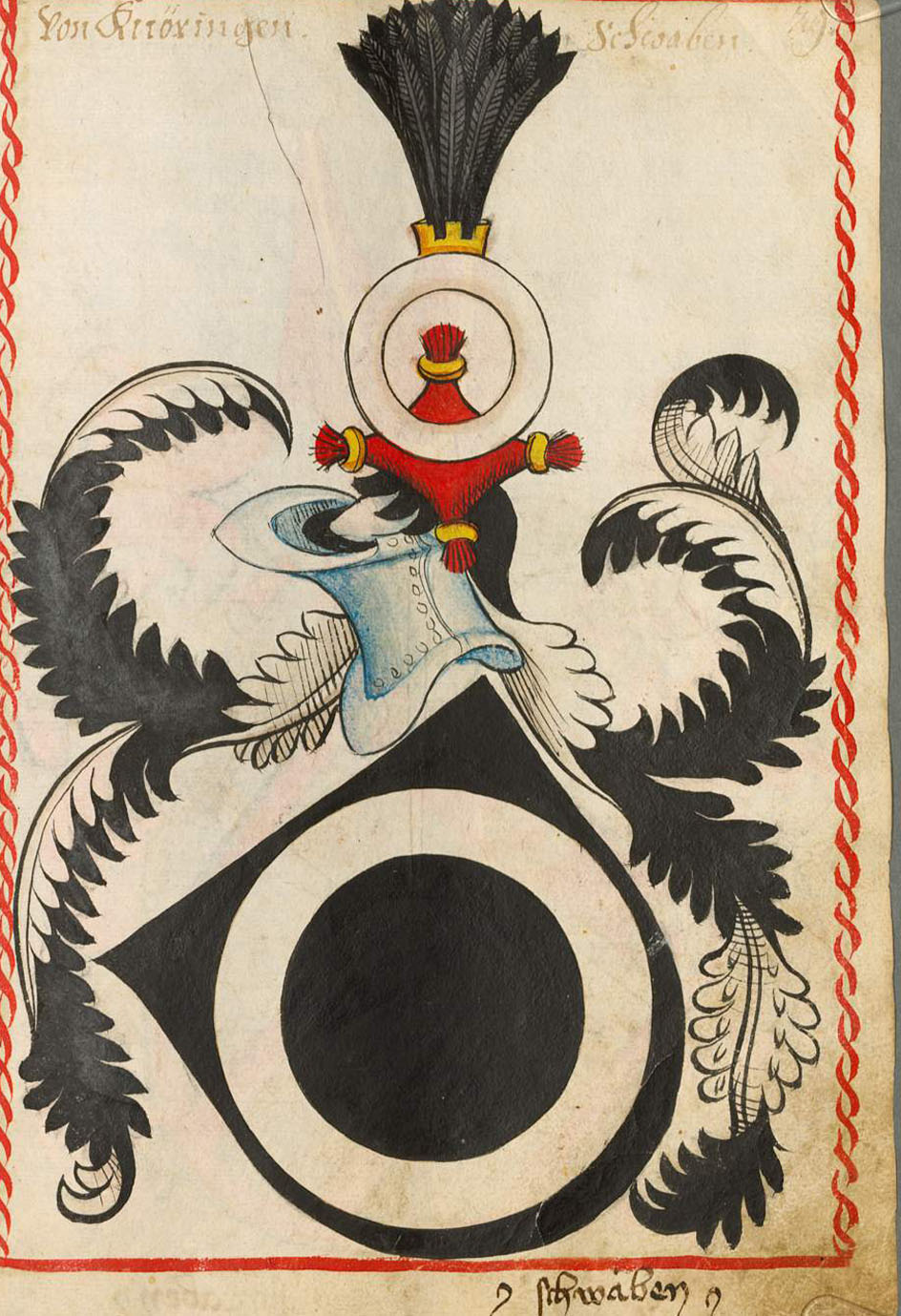
Familienwappen aus dem Scheiblerschen Wappenbuch, mit der für Eglof von Knöringen verfügten Wappenbesserung

Eglof von Knöringen, auch Egolf von Knöringen (* im 14. Jahrhundert; † 10. Januar 1408) war Dompropst von Speyer und Protonotar König Ruprecht I.

## Leben
Er entstammte dem alten schwäbischen Adelsgeschlecht von Knöringen und war der Sohn des Cunrad von Knöringen sowie seiner Gattin Adelheid geb. von Steppach.
Knöringen studierte zunächst in Wien, wurde am 13. April 1387 Domherr in Augsburg und studierte 1393–1396 erneut an der Universität Bologna, wo er am 4. Mai 1396 sein Lizentiat in Kanonischem Recht erwarb. Dort fungierte er auch als Syndikus und Prokurator der deutschen Studentenschaft. Job Vener und der spätere Speyerer Bischof Raban von Helmstatt waren hier seine Kommilitonen.   
1401 erscheint Eglof von Knöringen bereits als Protonotar von König Ruprecht und stand offenbar in seiner besonderen Gunst, da er persönlich beim Speyerer Bischof um ein Kanonikat und eine Dompräbende für ihn bat. Diesem Wunsch wurde entsprochen. Am 11. Februar 1403 ernannte ihn Bischof Raban von Helmstatt überdies zum Schatzbewahrer und Kämmerer des Speyerer Domstiftes. Am 9. Juli 1403 ist von Knöringen urkundlich als Dompropst von Speyer belegt, als er sein Testament abfasste. Er war in diesem Amt der Nachfolger des 1402 verstorbenen Grafen Gerhard von Katzenelnbogen.
Zur Belohnung seiner treuen Dienste besserte ihm König Ruprecht mit Datum vom 24. Mai 1404 sein Familienwappen dahingehend auf, dass über dem weißen Ring der Helmzier ein aus einer goldenen Krone herauswachsender, schwarzer Federbusch hinzugefügt werden durfte.
Eglof von Knöringen verstarb am 10. Januar 1408 und ist an diesem Tag mit einem Jahrgedächtnis im jüngeren Seelbuch des Speyerer Domes eingetragen.